# Thracia arienatoma
Thracia arienatoma is een tweekleppigensoort uit de familie van de Thraciidae. De wetenschappelijke naam van de soort is voor het eerst geldig gepubliceerd in 2004 door Oliver & Holmes.